# Smith Ely
Smith Ely Jr., född 17 april 1825 i Morris County, New Jersey, död 1 juli 1911 i Livingston, New Jersey, var en amerikansk demokratisk politiker.
Ely studerade juridik vid University of the City of New York (numera New York University). Han var ledamot av delstatens senat i New York 1858–1859 och ledamot av USA:s representanthus från delstaten New York 1871–1873 samt 1875–1876. Han var borgmästare i New York 1877–1878.
Ely Avenue i Wakefield i Bronx har uppkallats efter Smith Ely. Det finns ett antal gator uppkallade efter New Yorks borgmästare i grannskapet.